# Paractito
Paractito es una localidad de Bolivia, ubicada en el municipio de Villa Tunari de la provincia del Chapare en el departamento de Cochabamba.

## Ubicación
Paractito es la quinta localidad más grande del municipio de Villa Tunari en la provincia del Chapare. El pueblo se encuentra seis kilómetros por encima de la confluencia del Río Espíritu Santo y el Río San Mateo para formar el Río Chapare a una altitud de 355  m al pie de la cordillera oriental de los Andes entre las principales ciudades de Cochabamba y Santa Cruz.

## Geografía
Paractito se encuentra en las tierras bajas de Bolivia en el extremo norte de la Cordillera Oriental. El clima es tropical con un clima diurno distinto .
La temperatura media anual a largo plazo es de poco menos de 27 °C, las temperaturas mensuales oscilan entre unos buenos 23 °C en julio y poco menos de 29 °C en diciembre y enero (ver diagrama climático de Villa Tunari). La precipitación anual de 2300 mm muestra una clara estación lluviosa de octubre a abril, con precipitaciones mensuales entre 160 y 380 mm.

## Red de transporte
Paractito se encuentra a 155 km por carretera al noreste de Cochabamba, la capital departamental.
La Ruta Nacional 4, de 1.657 km de longitud , atraviesa Paractito y atraviesa el país de oeste a este. Conduce desde Tambo Quemado en la frontera con Chile vía Cochabamba y Sacaba hasta Paractito y vía Villa Tunari y Santa Cruz hasta Puerto Suárez en la frontera con Brasil . La vía está pavimentada en el tramo de 913 km desde Tambo Quemado por Santa Cruz hasta Pailón y luego es de terracería.
El Sindicato de Autotransporte interprovincial "7 de junio" y "Yungas Chapare", realizan el traslado desde el Sindicato El Palmar, Itirapampa, Muyurina, El Bateón, San Rafael, San Mateo Alto, San Mateo Bajo, Cuarenta Arroyos, Tres arroyos, Padrezama, Colorada Belén, Belén Putintiri, Avispas, entre otros.

## Población
La población del pueblo aumentó en más de dos tercios en la década entre los dos últimos censos:
| Año  | Residentes           | Fuente |
| ---- | -------------------- | ------ |
| 1992 | Sin datos de detalle | Censo  |
| 2001 | 560                  | Censo  |
| 2012 | 1029                 | Censo  |

Debido a la distribución poblacional históricamente creciente, la región tiene una proporción significativa de población quechua , en el Municipio Villa Tunari el 83,5 por ciento de la población habla el idioma Quechua.

## Historia
La población de Paractito originalmente se denominaba "El Cruce" por la intersección de carreteras. El nombre, originalmente "Paractin", viene del idioma quechua, significa: Lluvia constante, la más aceptada es el diminutivo de "Paracti" por la lluvia diminuta en tiempos del surazo. 
La carretera antigua principal a Villa Tunari que fue abierta por prisioneros de la Guerra del Chaco se intersecta con la nueva Km 155. De allí el denominativo "El cruce". Sus ferias dominicales son demasiado llenas para provisionar la Canasta Familiar de las comunidades aledañas. Paractito, es un pueblo de producción agropecuaria, como ser: palmito, té, café, coca, cacao, copoazú, naranja, mandarina, pomelo, carambola, tembe, chirimoya tropical, mango, achachairú, papaya, plátano, plantas ornamentales entre otros. 